# Ланвълин
Ланвъ̀лин (на уелски: Llanfyllin, произнася се по-близко до Хланвъ̀хлин) е град в Североизточен Уелс, графство Поуис. Разположен е около река Кайн на около 25 km на запад от английския град Шрусбъри. Населението му е около 1400 жители според данни от преброяването през 2001 г.